# Курултай Республіки Башкортостан
Курултай Республіки Башкортостан, або Державні збори Республіки Башкортостан (рос. Государственное собрание — Курултай Республики Башкортостан; башк. Башҡортостан Республикаһының Дәүләт Йыйылышы — Ҡоролтай) — вищий і єдиний законодавчий (представницький) орган державної влади Республіки Башкортостан.
Діяльність і статус законодавчого органу Республіки Башкортостан визначені 4 главою Конституції Башкортостану, а також законом «Про Державні збори — Курултай Республіки Башкортостан».

## Історія
Традиційним демократичним інститутом народного представництва всього башкирського народу з початку XV століття був всебашкирський йийин, де кожен повнолітній чоловік мав право голосу. Йийин традиційно проводився на горі Сіснактау, розташованої трохи південніше від сучасного міста Уфи — столиці Республіки Башкортостан.
Рада аксакалів на основі дотримання народних традицій і звичаїв, а також обміну думками та уважного вивчення змісту питання виносила рішення, яке було обов'язковим для всіх членів роду. Ці та інші форми реалізації представницької функції, які були неформальними, збереглися в суспільному житті башкирів аж до початку XX століття. Подальший шлях становлення парламентаризму в Башкортостані аж до кінця XX початку XXI століть був визначений логікою розвитку спочатку Російської імперії, потім у складі СРСР, і нині у складі Російської Федерації.
У 1917 році пройшов I, II і III всебашкирський Курултай. 10 грудня 1917 року на III Всебашкирському установчому з'їзді сформований передпарламент — Малий Курултай.
З 1920 по 1937 роки відбулися всебашкирські з'їзди, на яких обирався склад Башкирського центрального виконавчого комітету.
З 1938 по 1995 роки — пройшли сесії депутатів Верховної Ради БАРСР 12-ти скликань.
2 березня 1994 року був прийнятий Закон «Про Державні збори — Курултай Республіки Башкортостан», згідно з яким парламент складався з двох палат — Палати представників і Законодавчої палати.
30 грудня 2002 року був прийнятий новий Закон "«Про Державні збори — Курултай Республіки Башкортостан», згідно якого Курултай визначався вже як однопалатний представницький орган.

## Вибори

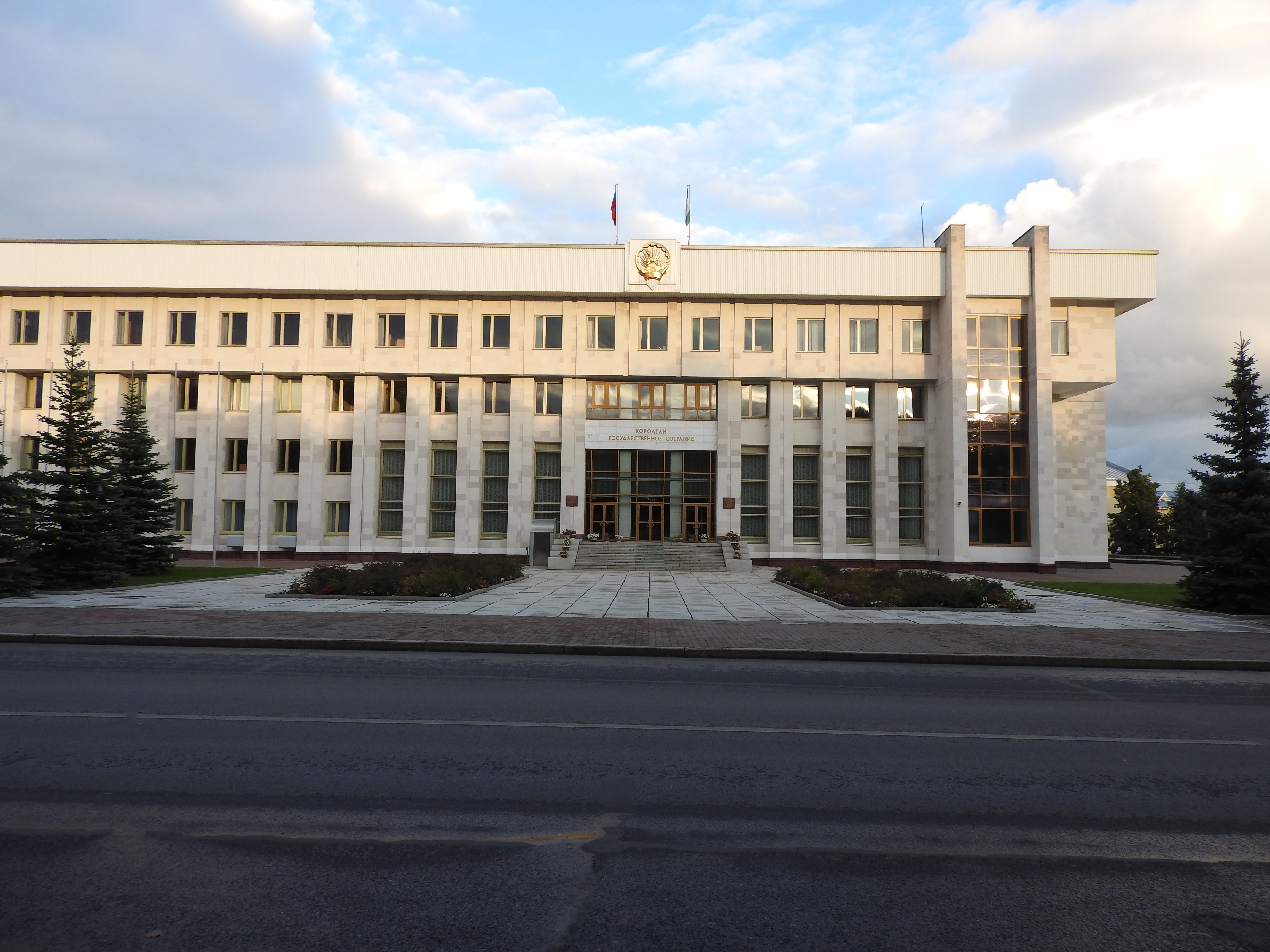
Світлина Курултая Республіки Башкортостан

Курултай I і II скликань був двопалатним. Строк повноважень башкирського парламенту становив чотири роки.
Выбори депутатів I скликання відбулися 5 березня 1995 року. До Законодавчої палати були обрані 40 депутатів, а до Палати представників — 156 депутатів — по два депутата від кожної адміністративно-територіальної одиниці Башкортостану.
Выбори депутатів II скликання відбулися 14 березня 1999 року. Внаслідок змін до виборчого закону чисельність депутатів Законодавчої палати була зменшена до 30 депутатів, а Палати представників — до 144.
Выбори депутатів III скликання відбулися 16 березня 2003 року і проводились за мажоритарною системою. Курултай став однопалатним і складався з 120 депутатів. Строк повноважень був збільшений від 4-х до 5-ти років.
Выбори депутатів IV скликання відбулися 2 березня 2008 року. До Курултая Республіки Башкортостан увійшли 120 депутатів. Цього разу вибори проводилися за змішаною системою: одна половина депутатів (60) обиралася за пропорційною системою, а інша половина (60) — за одномандатними виборчими округами на основі мажоритарної системи.
Выбори депутатів V скликання відбулися 8 вересня 2013 року. В республіканський парламент увійшло 110 депутатів внаслідок внесення змін до виборчого закону і зменшення кількості депутатів зі 120 до 110.
Вибори проводилися за змішаною системою: половина депутатів (55) обиралась за пропорційною системою, а інша (55) — за одномандатними виборчими округами на основі мажоритарної системи. За пропорційною системою до Курултая пройшли дві партії — «Єдина Росія» (набрала 76,06 % голосів, отримавши 49 місць в парламенті) і КПРФ (відповідно 11,7 % і 6 місць). А з урахуванням результатів за одномандатними округами, місця розподілилися таким чином: «Єдина Росія» — 88 місць, КПРФ — 10 місць, ЛДПР — 3 місця, «Патріоти Росії» — 1 місце, «Альянс зелених» — 1 місце, «Російська партія соціальної солідарності» — 1 місце, а безпартійні самовисуванці отримали 6 місць.

## Керівництво та структура
Керівництво Курултаєм Республіки Башкортостану здійснює Голова Державних Зборів — Курултая Республіки Башкортостан, який обирається депутатами таємним голосуванням. Чинним головою з 2013 року є Толкачов Костянтин Борисович.
Відповідно до Конституції Республіки Башкортостан Голова:
- веде засідання;
- організовує підготовку питань до розгляду на засіданнях;
- підписує акти, прийняті Державними зборами;
- представляє Курултай у зносинах з іншими органами державної влади та суб'єктами федерації;
- організовує роботу апарату Курултая.

Голові Державних зборів допомагають три його Заступники, які обираються депутатами Курултая таємним голосуванням.
Станом на 2013-й рік заступниками Голови є:
- Сайфуллін Франіс Аскар'янович
- Іллясова Юмабіка Салахетдіновна
- Старов Вадим Миколайович

## Комітети і комісії
В Курултаї Республіки Башкортостан V скликання працюють 8 постійних комітетів і 6 непостійних комісій:
| Комітет | Голова комітету    | Комісія                                                                       | Склад комісії |
| --- | ------------------ | ----------------------------------------------------------------------------- | --- |
| Комітет з питань житлової політики і інфраструктурного розвитку                                                        | Родина О. О.       | Комісія з питань контролю за голосуванням з використання електронної системи  | Ахмадінуров Р. М., Васильєв М. І., Гумеров І. Р., Ісхакова Г. К., Ішмухаметов А. В., Лутфуллін А. А., Мухаметшин В. Ш., Рамов А. М.                            |
| Комітет з питань охорони здоров'я, соціальної політики                                                                 | Нікітін Н. І.      | Комісія з питань дотримання регламенту                                        | Ішмуратов Х. Х., Колесніков С. Г., Лукманова Л. І., Мусабіров Р. Д., Саїтбаталов Е. В., Таєпов Ф. Б., Хасанов Р. А.                                            |
| Комітет з питань освіти, культури, спорту і молодіжної політики                                                        | Аіткулова Е. Р.    | Комісія з питань депутатської етики                                           | Ахметшин Р. З., Багаутдінов Н. Я., Бакіров А. Б., Галімов А. Г., Галін І. І., Ішмухаметова Г. Г., Кускільдін К. С., Хакімов Р. А.                              |
| Комітет з аграрних питань, екології і природокористування                                                              | Гусманов Р. У.     | Комісія з питань контролю за достовірністю відомостей в деклараціях депутатів | Байтеряков Ф. Р., Бєглов В. І., Дьогтев О. А., Мусіфуллін А. Р., Новіков Д. В., Павлов В. Н., Райманов Р. Ф., Хантімеров Ф. Г., Хісматулліна Р. С.             |
| Комітет з питань промисловості, інноваційного розвитку і підприємництва                                                | Хайруллін Р. Х.    | Мандатна комісія                                                              | Габдуллін Р. А., Габітов І. І., Замесіна В. О., Самойленко М. М., Семенов І. О., Тажитдінов Н. А., Утяшева Р. А.                                               |
| Комітет з питань бюджетної, податкової, інвестиційної політики та територіального розвитку                             | Хісматулліна Р. С. | Рахункова комісія                                                             | Бурангулова А. В., Гарданов Р. Т., Гіззатуллін Н. С., Ісангулов І. Х., Мустафін Е. Г., Павлов С. В., Семак О. В., Хакімов З. А., Хакімов Р. А., Шагапова Р. А. |
| Комітет з питань місцевого самоврядування, розвитку інститутів громадянського суспільства і засобів масової інформації | Азнабаєв Р. Т.     | -                                                                             | - |
| Комітет з питань державного будівництва, правопорядку і судових питань                                                 | Пчелінцев В. О.    | -                                                                             | - |

## Завдання
До основних повноважень та завдань Курултая належать:
- прийняття Конституції Республіки Башкортостан, внесення до неї змін і доповнень;
- тлумачення законів Республіки Башкортостан, контроль за їх виконанням;
- прийняття програм соціально-економічного розвитку Республіки Башкортостан;
- прийняття бюджету Республіки Башкортостан і звіту про його виконання;
- встановлення відповідно до федеральних законів податків і зборів Республіки Башкортостан;
- визначення адміністративно-територіального устрою Республіки Башкортостан і порядку його зміни;
- вирішення питання недовіру (довіри) Президенту Республіки Башкортостан;
- погодження призначення на посаду Прем'єр-міністра Уряду Республіки Башкортостан;
- призначення на посаду Голови, заступника Голови та суддів Конституційного Суду Республіки Башкортостан;
- погодження призначення Прокурора Республіки Башкортостан;
- здійснення права законодавчої ініціативи в Державній думі Федеральних зборів Російської Федерації;
- проведення парламентських розслідувань і парламентських слухань;
- призначення на посаду та звільнення з посади Уповноваженого з прав людини в Республіці Башкортостан, Уповноваженого з прав дитини в Республіці Башкортостан;
- призначення на посаду та звільнення з посади Голови Контрольно-рахункової палати Республіки Башкортостан;
- обрання мирових суддів;
- заснування державних нагород Республіки Башкортостан, почесних звань Республіки Башкортостан.